# Карпош Соколи
„Карпош Соколи“ е професионален баскетболен отбор от Скопие, Република Македония.
Отборът е създаден на 31 декември 1996 година като Соколи. От 2012 година отборът се финансира от Община Карпош и достига до най-големите успехи на клуба – второ място в шампионата за сезон 2016 – 2017 и спечелването на Македонската баскетболна купа през 2017 година. През 2017 година отборът участва в първенството на Македония и купата на FIBA Европа.

## Успехи
- Македонска първа лига
  - Второ място (1): 2016 – 2017
- Купа на Македония
  - Шампиони (1): 2017
  - Второ място (1): 2016
- Македонска суперкупа
  - Второ място (1): 2016